# Hugh Dowding
El Mariscal en Cap de l'Aire Hugh Caswell Tremenheere Dowding, 1r Baró Dowding GCB GCVO CMG va ser un oficial britànic de la Royal Air Force. Va ser el comandant del Comandament de Caces de la RAF durant la batalla d'Anglaterra.

## Inicis
Dowding va néixer a Moffat, Escòcia. Va ser educat al Winchester College i a la Reial Acadèmia Militar de Woolwich, servint posteriorment a l'Artilleria Reial.

### Carrera
Després d'obtenir la llicència de pilot al desembre de 1913, s'uní al Royal Flying Corps (RFC). Va ser enviat a França, i el 1915 va ser promogut a comandant del 16è Esquadró. Després de la batalla del Somme, Dowding discutí amb el General Hugh Trenchard, el comandant el RFC, sobre la necessitat de què els esgotats pilots poguessin descansar d'un deure sense descans. Com a resultat, Dowding va ser tornat a Anglaterra, on si bé va ser promogut a Brigadier, no va veure més servei actiu durant la I Guerra Mundial.
Dowding s'uní a la recentment creada Royal Air Force i guanyà experiència en departaments com entrenament, subministraments, desenvolupament i recerca. El 1929 va ser promogut a Vicemariscal de l'Aire, i el 1930 s'uní al Consell de l'Aire. La tragèdia li arribà amb la mort de la seva esposa, quan només portaven 2 anys casats. Sol davant la tasca d'educar al seu fill Derek, Dowding abandonà tota vida social i es refugià en el seu treball.

## Mariscal de l'Aire
El 1933, Dowding va ser promogut a Mariscal de l'Aire i va ser fet cavaller l'any següent. Durant els anys previs a la Segona Guerra Mundial era l'oficial comandant del Comandament de Caces de la RAF i supervisà el desenvolupament del Sistema Dowding, un sistema integrat de defensa antiaèria mitjançant el ràdar i el control radiofònic dels avions. També introduí avions moderns al servei, com el Supermarine Spitfire (de 8 canons) i el Hawker Hurricane.
Tot i que havia de retirar-se al juny de 1939, se li demanà que seguís fins al març de 1940 donada la tensa situació internacional. De nou se li tornà a demanar que seguís, primer fins a juliol i finalment fins a octubre de 1940; per tant, lluità la batalla d'Anglaterra sota l'ombra del retir.
El 1940, Dowding (anomenat "Stuffy" pels seus homes, es mostrà gens disposat a sacrificar avions i pilots en un intent d'ajudar les tropes aliades durant la batalla de França. Juntament amb el seu superior immediat, Sir Cyril Newall, llavors Cap de l'Estat Major de l'Aire resistiren diversos requeriments de Winston Churchill per afeblir la defensa local enviant preciosos esquadrons a França. Quan la resistència aliada es col·lapsà, treballà braç a braç amb el Vicemariscal de l'Aire Keith Park, comandant de l'11è Grup de Caces organitzant l'evacuació del Cos Expedicionari Britànic a Dunkerque.
Durant l'estiu de 1940, el Comandament de Caces de Dowding resistí els atacs de la Luftwaffe. La seva major contribució a la batalla va ser manejar els recursos darrere de les escenes i mantenir una reserva de caces significativa, mentre que deixava als seus comandants subordinats les mans lliures perquè s'enfrontessin a la batalla com veiessin millor.
Els pilots de caces veien a Dowding com una figura distant, però que es preocupava pels seus homes. El seu fill Derek n'era un d'ells: pilot al 74è Esquadró.
Donada la seva preparació i la seva prudència, "Stuffy" Dowding va rebre la Gran Creu de l'Orde del Bany després de guanyar la batalla. No obstant això, el seu temperament agre i la seva intransigència en afers com el de la "Gran Ala", així com per la incapacitat del Comandament de Caces per la lluita nocturna, van contribuir a la seva caiguda. El nou Cap de l'Estat Major de l'Aire, Mariscal en Cap de l'Aire Charles Portal rellevà a Dowding del seu càrrec al novembre de 1940 i el substituí pel seu ambiciós rival, Sholto Douglas.
La publicació del llibre de Dowding, "Dotze Legions d'Angels" va ser censurada el 1942; ja que el govern britànic considerà que contenia informació útil pels alemanys. El llibre finalment va ser publicat el 1946, poc després que la guerra acabés.

### Ministeri de Producció Aèria
Després de deixar la Comandància de Caces, Dowding va ser enviat en una missió especial als Estats Units pel Ministeri de Producció Aèria, on es va fer molt impopular. Al seu retorn encapçalà un estudi de la força laboral de la RAF abans de retirar-se al juliol de 1942. El 1943 va rebre el títol de Baró Dowing de Bentley Priory.

## Retir
Al seu retir, Dowding esdevingué molt interessat en l'espiritualisme, tant com a escriptor com a orador. El seu primer llibre Many Mansions va ser escrit el 1943, seguit per Lychgate (1945), The Dark Star i God's Magic. Rebutjant el cristianisme convencional, s'uní a la Societat Teosòfica, que proclamava la creença en la reencarnació. Insistia que ell havia estat el cabdill d'una tribu mongol en una vida anterior. També abraçà la causa del benestar dels animals.
Al final de la seva vida, la creença que havia estat tractat injustament per la RAF el va fer més amarg. Aprovà el llibre de Robert Wright "Dowding and the Battle of Britain", que perpetuava l'afirmació que hi havia hagut una conspiració per part dels defensors de la Gran Ala, entre ells Trafford Leigh-Mallory i Douglas Bader, la qual cosa provocà que el retiressin de la Comandància de Caces.
Dowding va morir el 15 de febrer de 1970. Va ser incinerat. Durant el servei a l'Abadia de Westminster, les seves cendres van ser situades a sota del Finestral en Memòria de la Batalla d'Anglaterra, a la capella de la RAF a l'abadia.

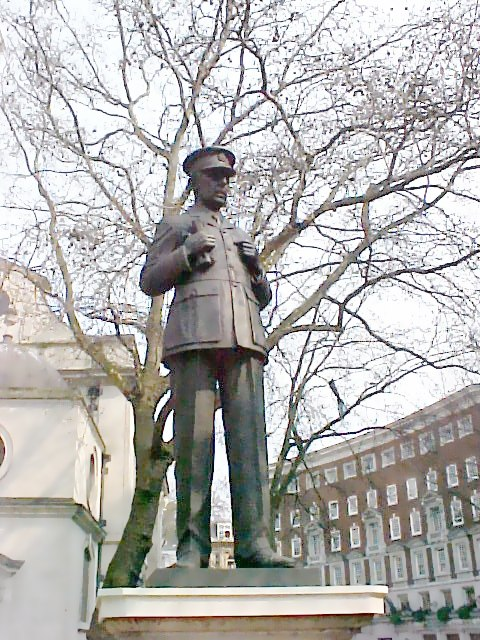
Estàtua de Lord Dowding, St. Clement Danes, The Strand, Londres

## Condecoracions
- Gran Creu de l'Orde del Bany (8-10-1940)
- Gran Creu del Reial Orde Victorià (23-6-1937)
- Company de l'Orde de Sant Miquel i Sant Jordi (1-1-1919)
- Una Menció als Despatxos (1-1-1916)
- Estrella de 1914
- Medalla Britànica de la Guerra 1914-20
- Medalla de la Victòria 1914-1918
- Medalla del Servei General a l'Exèrcit i la RAF
- Estrella de 1939-45 (amb barra "Batalla d'Anglaterra")
- Medalla de la Guerra 1939-1945
- Medalla del Jubileu de Plata del Rei Jordi V 1935
- Medalla de la Coronació del Rei Jordi VI 1937

## Historial de rangs[1]
Exèrcit
- Tinent de 2a -18 d'agost de 1900
- Tinent -8 de maig de 1902
- Capità – 18 d'agost de 1913
- Major – 30 de desembre de 1915 (en funcions des de 17 de març de 1915)
- Tinent Coronel – 1 de gener de 1918 (en funcions des de l'1 de febrer de 1916)
- Coronel – 1 de gener de 1917
- Brigadier – 23 de juny de 1917

RAF
- Coronel – 1 d'abril de 1918
- Capità de Grup – 1 d'agost de 1919
- Comodor de l'Aire – 1 de gener de 1922 (antiguitat de l'1 d'agost de 1919)
- Vicemariscal de l'Aire – 1 de gener de 1929
- Mariscal de l'Aire – 1 de gener de 1933
- Mariscal en Cap de l'Aire 1 de gener de 1937